# 铁橡栎
铁橡栎（学名：Quercus cocciferoides）为壳斗科栎属的植物，是中国的特有植物。分布在中国大陆的云南、四川等地，生长于海拔1,000米至2,500米的地区，常生长在山地阳坡及干旱河谷地带，目前尚未由人工引种栽培。

## 异名
- Quercus cocciferoides Hand.-Mazz. var. taliensis (A. Camus) Y. C. Hsu et H. W. Ren